# Bernadette Mayr

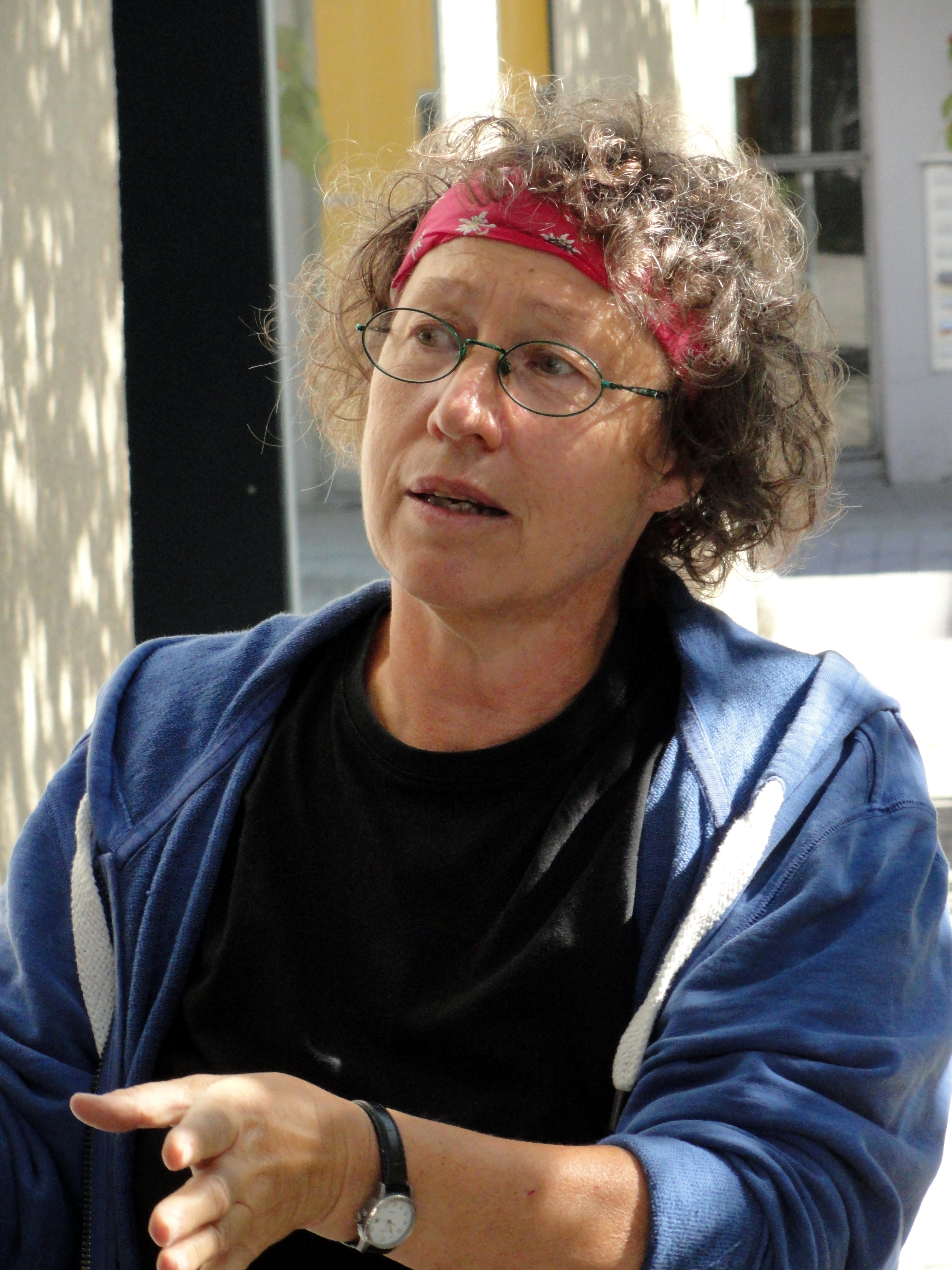
Bernadette Mayr während einer Führung durch das Beginenhaus in Kempten (2012)

Bernadette Mayr (* 11. Februar 1952 in Kempten (Allgäu)) ist eine Patchwork- und Quilt-Künstlerin.
Bernadette Mayr lebt als freischaffende Künstlerin in Kempten. Ihr Arbeitsschwerpunkt sind Quilts und Textilkunst, Malerei und Grafik. Sie unterrichtet moderne Patchworktechniken und freies Zeichnen. Daneben ist sie als Übersetzerin und Autorin von Fachliteratur (Textil) tätig. Sie ist Mitglied in der Patchwork-Gilde und Schriftführerin des Fördervereins Beginenhaus Kempten e.V.

## Bibliografie

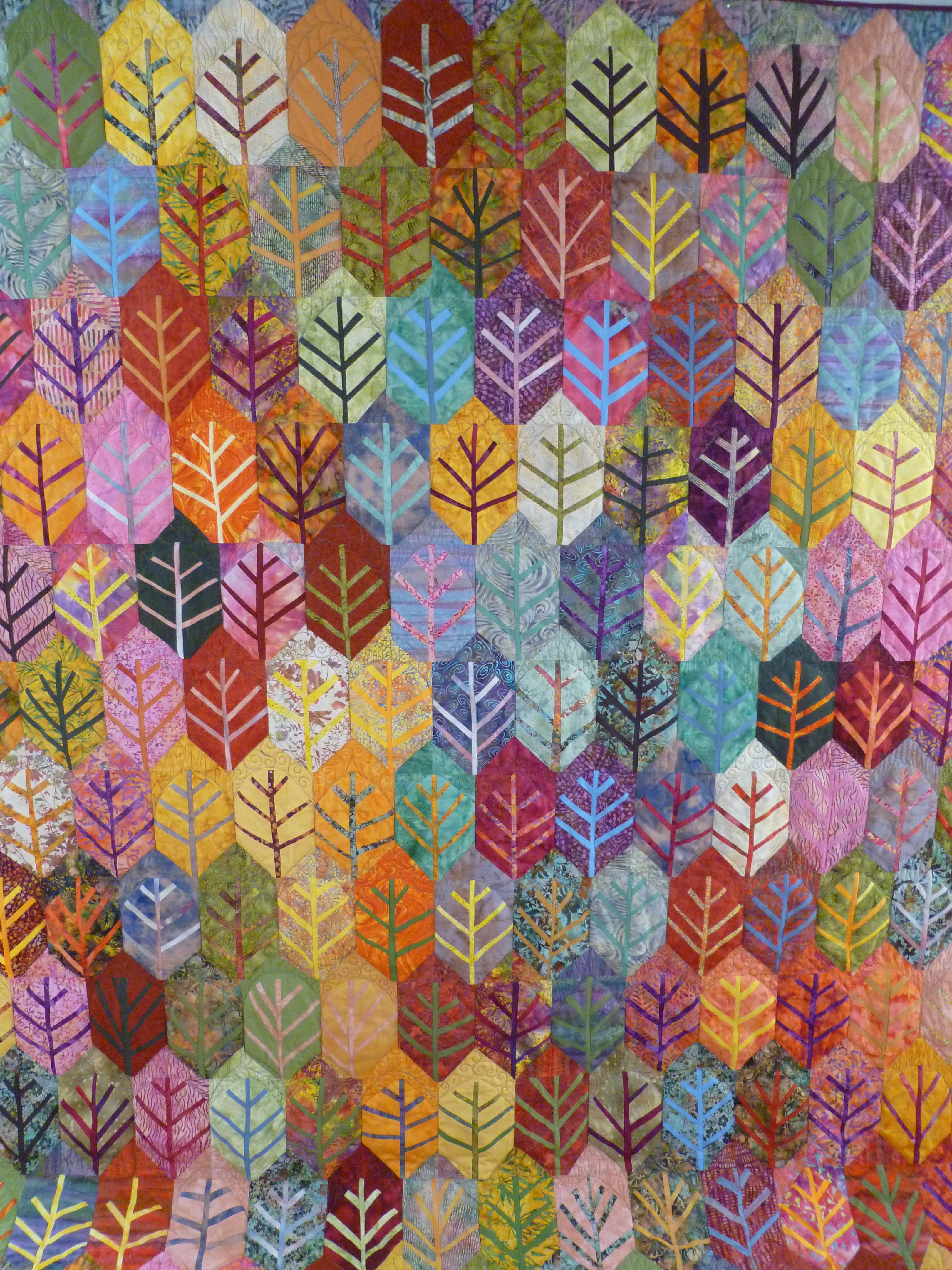
Indian Summer, ein Quilt von Bernadette Mayr

- 2005 – Blumen-Patchwork. Christophorus-Verlag, ISBN 3-8388-3052-0.
- 2007 – Häuser-Patchwork. Christophorus-Verlag, ISBN 978-3-332-01904-9.
- 2009 – Garten-Patchwork. OZ-creativ, ISBN 978-3-419-54127-2.
- 2011 – Wasser-Patchwork. OZ-creativ, ISBN 978-3-8410-6044-0.
- 2013 – Landschafts-Impressionen. OZ-creativ, ISBN 978-3-8410-6217-8.
- 2013 – Modern Nature-inspired Quilts. Fox Chapel Publishing, 2013, ISBN 978-1-57421-860-2 (in englischer Sprache)
- 2015 – Farbenspiele, Christophorus-Verlag/OZ-creativ, ISBN 978-3-8410-6316-8.
- 2017 – Patchwork Natur. Christophorus-Verlag, ISBN 978-3-8410-6439-4
- 2018 – Play of Color. Schiffer Publishing, ISBN 978-0-7643-5533-2 (in englischer Sprache)
- 2020 – Patchwork Classixx. Maro-Verlag, ISBN 978-3-87512-766-9